# Parodi Ligure
Parodi Ligure (Paódi nel dialetto locale, Paròd  in piemontese Parödi in ligure) è un comune italiano di 586 abitanti della provincia di Alessandria in Piemonte, situato sulle estreme propaggini collinari dell'Appennino Ligure, posto nelle vicinanze di Gavi, nella zona del Novese.

## Storia
È citato come Palode in un documento dell'anno 973, relativo alla sua vendita, assieme ad altri territori, al prete Roprando da parte di Lamberto, figlio del marchese Ildebrando (forse una vendita fittizia orchestrata dalla moglie del marchese allo scopo di impedire che tali territori passassero in eredità ai parenti di lui).
Giunto in possesso dei marchesi della discendenza degli Obertenghi, fu da questi assegnato, nel 1033, al monastero parmense di Santa Maria di Castiglione. Questi monaci benedettini bonificarono la zona e costruirono, nel fondovalle solcato dal torrente Albedosa, il Monastero di San Remigio che raggiunse notevole prestigio nei secoli medioevali. 

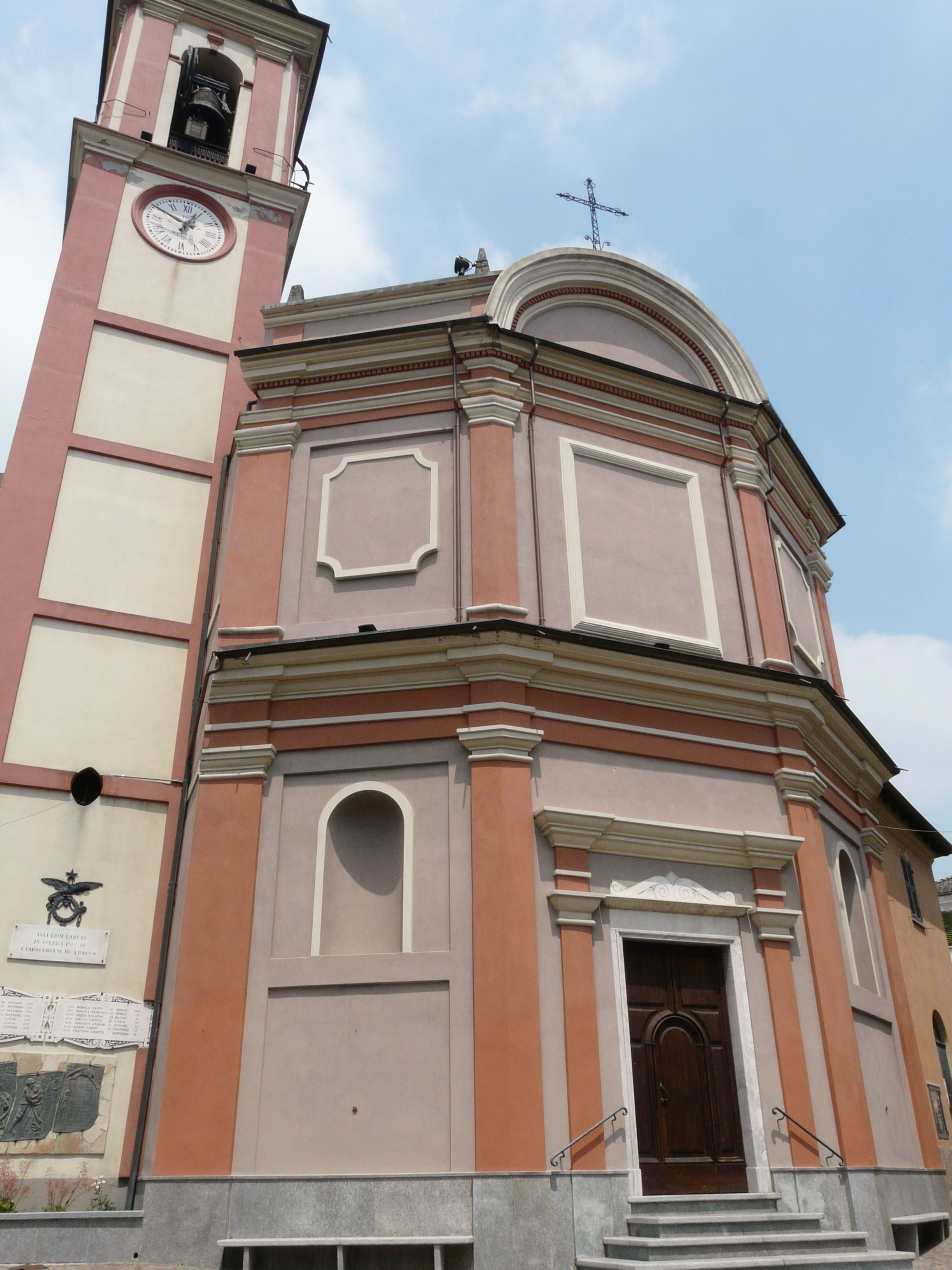
La Chiesa parrocchiale dei SS. Rocco e Sebastiano, costruita nel XIX secolo

Nell'XI secolo, sullo sperone roccioso più alto, venne edificato un castello in cui si succedettero almeno cinque generazioni di feudatari che si fregiarono del titolo di Marchesi di Parodi. A metà del XII secolo venne costruita una cinta muraria che racchiudeva il castello e tutta la sommità della collina, la zona viene ancora oggi chiamata Reguardia. La giurisdizione dei Marchesi comprendeva una vasta area che arrivava a confinare con la potente Repubblica di Genova, la quale aveva sulla zona mire espansionistiche, non tanto in senso militare quando in senso mercantile mal digerendo i dazi imposti dai feudatari locali. Nel 1148 il marchese Alberto di Parodi, tenuto prigioniero dai signori di Castelletto, venne liberato grazie all'intervento dei Genovesi che ottennero in cambio la vendita del castello. Seguirono alterne vicende e la cessione definitiva di ogni diritto avvenne nel 1223, da allora Parodi seguì le sorti della Repubblica di Genova.
Ad oggi quasi nulla rimane del castello e ben poco della fortificazione. I colpi più duri, che portarono al diroccamento di queste costruzioni, risalgono al 1625 durante la guerra mossa da francesi e savoiardi alla (non riuscita) conquista di Genova e al secolo successivo con le ripercussioni della guerra di successione austriaca.
Fino alle metà del XIX secolo Parodi rimase amministrativamente legato a Genova. Nel 1859 il c.d. Decreto Rattazzi staccò la Provincia di Novi, di cui Parodi era parte, aggregandola alla Provincia di Alessandria. Alcuni anni più tardi, nel 1873, il nome del Comune viene modificato da Parodi in Parodi Ligure, a ricordo dei legami storici con Genova.
Nel marzo 1945 fu oggetto di una rappresaglia nazifascista, a causa degli attacchi partigiani nella zona, con l'incendio di numerose case e del municipio. I parodesi, attraversando nottetempo il bosco, si rifugiarono nel vicino borgo di San Cristoforo. Ancora oggi, una lapide affissa all'ingresso del nuovo municipio ricorda l'episodio, nel nome dell'antica amicizia e solidarietà che lega gli abitanti dei due paesi.
Poco dopo la liberazione, le frazioni di Bosio, Capanne di Marcarolo, Costa San Stefano, Maietto, Mogreto, Serra, Spessa, Val Pagani formarono il nuovo comune di Bosio (66,88 km²) portando la superficie comunale da 79,38 km² a soli 12,50 km².

### Simboli
Lo stemma e il gonfalone del comune di Parodi Ligure sono stati concessi con decreto del presidente della Repubblica del 14 marzo 2002.

## Società

### Evoluzione demografica
Abitanti censiti

## Amministrazione
Di seguito è presentata una tabella relativa alle amministrazioni che si sono succedute in questo comune.
| Periodo          | Periodo        | Primo cittadino    | Partito                                 | Carica  | Note  |
| ---------------- | -------------- | ------------------ | --------------------------------------- | ------- | ----- |
| 26 febbraio 1987 | 20 maggio 1990 | Gian Carlo Tavella | lista civica                            | Sindaco | [ 8 ] |
| 20 maggio 1990   | 24 aprile 1995 | Bruno Merlo        | Partito Socialista Italiano             | Sindaco | [ 8 ] |
| 24 aprile 1995   | 14 giugno 1999 | Bruno Merlo        | centro-sinistra                         | Sindaco | [ 8 ] |
| 14 giugno 1999   | 14 giugno 2004 | Bruno Merlo        | lista civica                            | Sindaco | [ 8 ] |
| 14 giugno 2004   | 8 giugno 2009  | Ferruccio Repetto  | lista civica                            | Sindaco | [ 8 ] |
| 8 giugno 2009    | 26 maggio 2014 | Ferruccio Repetto  | lista civica Campanile prato verde      | Sindaco | [ 8 ] |
| 26 maggio 2014   | 27 maggio 2019 | Bruno Merlo        | lista civica Il campanile               | Sindaco | [ 8 ] |
| 27 maggio 2019   | 9 giugno 2024  | Carolina Ruzza     | lista civica Vivi Parodi - Il campanile | Sindaco | [ 8 ] |
| 9 giugno 2024    | in carica      | Ivo Giacomo Gualco | lista civica Uniti per Parodi           | Sindaco | [ 8 ] |